# Scatonomus paulosawayai
Scatonomus paulosawayai är en skalbaggsart som beskrevs av Maria Aparecida Vulcano och Guido Pereira 1973. Scatonomus paulosawayai ingår i släktet Scatonomus och familjen bladhorningar. Inga underarter finns listade i Catalogue of Life.